# Skawina
Skawina là một thị trấn nằm ở tỉnh Lesser Poland, miền nam Ba Lan. Từ năm 1975 – 1988, thị trấn nằm trong tỉnh Kraków, kể từ năm 1999 đến nay, nó thuộc quyền quản lý của tỉnh Lesser Poland. Thị trấn nằm trên sông Skawinka, gần với thành phố Kraków. Tổng diện tích của thị trấn là 20,5 km². Tính đến năm 2008, dân số của thị trấn là 27.691 người, mật độ 1.400 người/km².
Một trong những tòa nhà lịch sử thú vị nhất ở Skawina là một cung điện Renaissance, được xây dựng vào giữa thế kỷ 16 bởi Paweł Korytko. Tên của thị trấn có lẽ được xuất phát từ sông Skawinka.

## Lịch sử
Vào cuối thế kỷ 13, ba ngôi làng từng tồn tại ở đây là Babice Nowe, Babice Stare và Pisary. Chúng thuộc về Tu viện Tyniec Benedictine. Vào thời Trung cổ, người ta đã xây dựng một tuyến phòng thủ bảo vệ thành phố Kraków từ phía nam ở Skawinka, đây cũng chính là ranh giới giữa Silesia và Lesser Ba Lan. Vào ngày 22 tháng 5 năm 1364, Vua Kazimierz Wielki đã trao quyền Magdeburg cho Skawina, và một vài năm sau đó, nhà thờ giáo xứ Holy Cross đã được xây dựng tại đây. Skawina là trụ sở của Đế chế La Mã và vẫn nằm trong tay các tu sĩ Benedictine. Năm 1509, Skawina bị đốt cháy trong một vụ hỏa hoạn, nhưng thị trấn đã nhanh chóng được xây dựng lại và trở nên ngày càng thịnh vượng. Cuộc sống yên bình của người dân nơi đây đã kết thúc do cuộc xâm lược Thụy Điển, khi quân đội Thụy Điển và Transilvanian tiêu diệt Skawina, dân số bị giảm đi 50%. Sau sự phân chia của Ba Lan, năm 1772, Skawina trở thành một phần của tỉnh Galicia của Áo. Thị trấn vẫn nghèo nàn và lạc hậu cho đến nửa sau của thế kỷ 19, khi Skawina trở thành một trung tâm đường sắt với ba tuyến đường sắt đến Kraków, Sucha Beskidzka và Oświęcim. Một nhà máy bia đã được xây dựng ở thị trấn và các doanh nghiệp mới bắt đầu được thành lập. 

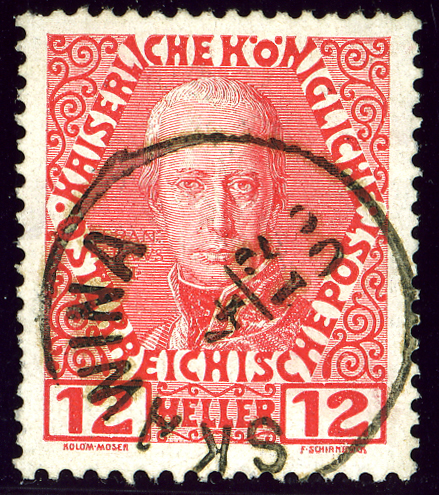
Con tem KK của Áo bị hủy bỏ vào năm 1908 tại Skawina

Ở Cộng hoà Ba Lan thứ hai, Skawina thuộc về tỉnh Kraków. Vào ngày 6 tháng 9 năm 1939, quân đội Wehrmacht của Đức chiếm đóng thị trấn và kéo dài đến ngày 23 tháng 1 năm 1945 thì kết thúc. Vào thời điểm đó, Chính phủ Ba Lan quyết định Skawina sẽ trở thành một trung tâm công nghiệp nặng. Năm 1954, Nhà máy sản xuất nhôm Skawina được khai trương và năm 1961, Nhà máy điện Skawina đã đi vào hoạt động. Năm 1981, Nhà máy sản xuất nhôm đã bị đóng cửa do tình trạng ô nhiễm môi trường nghiêm trọng mà chúng gây ra. Sự phát triển của ngành công nghiệp dẫn đến một lượng dân cư mới gia nhập vào thị trấn, đồng thời một số khu chung cư cũng đã được xây dựng quanh khu vực này.

## Các môn thể thao
Skawina là quê hương của câu lạc bộ thể thao Skawinka, được thành lập vào năm 1922.

## Tham khảo

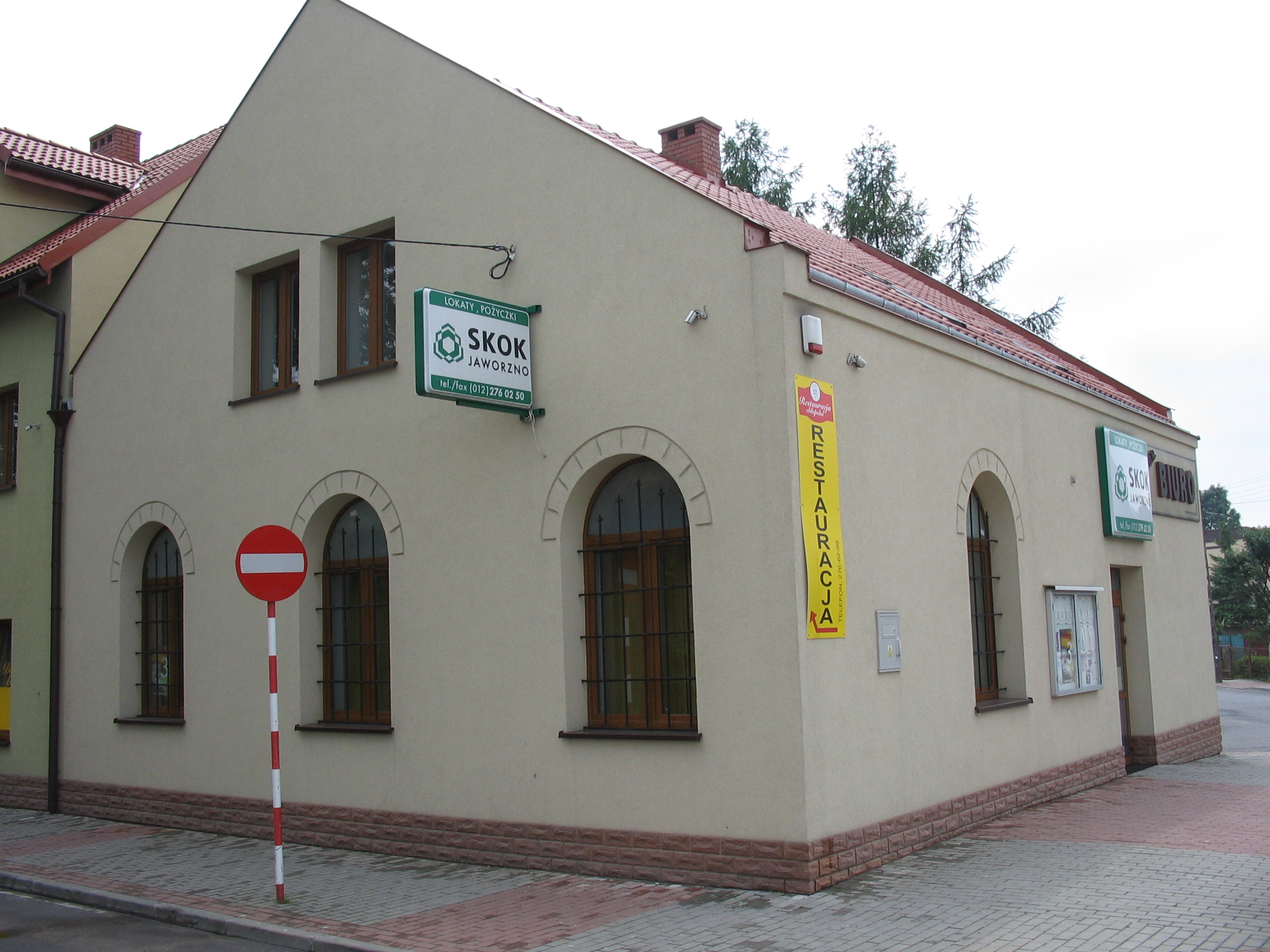
SKOK (Spółdzielcza Kasa Oszczędnościowo Kredytowa) ở Skawina